# Чегодаев, Георгий Николаевич
Князь Георгий Николаевич Чегодаев (18 января 1812 — 4 июля 1878) — генерал-майор, жалован дипломом с гербом на княжеское достоинство Российской Империи.
Крестник Великой княгини Екатерины Павловны.
Из княжеского рода Чегодаевы. Отец надворный советник князь Николай Николаевич Чегодаев, контужен пулей в голову.

## Биография
Воспитывался в Императорском Московском университетском благородном пансионате. В службу вступил юнкером в Нижегородский драгунский полк, его королевского Высочества наследного принца Виртембергского. Участник Русско-турецкой войны 1828—1829, был в походах против лезгин (1830), чеченцев (1832) и других кавказских народов (1839-1840). В апреле 1829 года, за отличия в сражениях Турецкой войны, произведён в прапорщики, получил за сражения Знак отличия Военного ордена и денежную награду. В марте 1832 года, за отличия, пожалован в поручики, награждён Серебряною медалью на Георгиевской ленте в ознаменование к личному мужеству. В этом же году находился в секретной следственной комиссии, учреждённой в Грузии, по заговору против Российского правительства, за что объявлено Высочайшее благоволение. В мае 1835 года переведён в Киевский гусарский полк, исправлял должность казначея и заведовал типографией, где корректировал все приказы по корпусу и иные сведения войскам Кавказского округа. В апреле 1836 года назначен адъютантом во 2-ю бригаду лёгкой кавалерийской дивизии. В январе 1837 года назначен старшим адъютантом, в августе того же года назначен адъютантом к начальнику Черноморской береговой линии генерал-лейтенанту Раевскому. В 1839 году находился на вакансии штабс-ротмистра. В 1841 году объявлено Высочайшее благоволение. В 1842 году назначен адъютантом к исправляющему должность Военного губернатора г. Ярославля и Ярославского гражданского губернатора генерал-майору Баратынскому. В 1843 году за отличия в службе пожалован ротмистром. В июне 1846 года назначен для особых поручений к Свите Его императорского величества, казанскому военному губернатору, генерал-майору Баратынскому. С 1846-1849 годах заведовал казначейской частью казанских детских приютов, за что в 1848 году получил Всемилостивейшее Его императорское одобрение. В 1849 году назначен директором Николаевского детского приюта. За отличия в службе награждён званием — майор.
В 1848-1850 — полицмейстер в Орле; с 1855-1859 — в Калуге. В 1850 году пожалован в полковники.
В церкви дер. Обухово Солнечногорского р-на Московской области справа от прихода есть памятная табличка:
«Генералъ-Майоръ Князь Георгий Николаевичъ Чагадаевъ. Род. 18 янв 1812. Сконч. 4 июля 1878»

## Награды
- Орден Святого Станислава 4-й степени — в 1833 году, за службу и сражения против горцев.
- Орден Святой Анны 3-й степени — в 1842 году.
- Знак отличия — в 1856 году, за безупречную двадцати летнюю службу.
- Светлая бронзовая медаль на Владимирской ленте — в 1856 году, в память войны 1853-1856 годов.
- Орден Святого Равноапостольского князя Владимира 4-й степени с бантом — в 1859 году.

## Семья
Женат на дочери коллежского асессора Анне Михайловне Кропотовой.
Дети:
Сыновья: князья Михаил, Дмитрий, Николай, Георгий.
Дочери: Софья, Ольга, Анна, Екатерина и Надежда.
По определению Правительствующего сената от 18 декабря 1852 года. род князей Чегодаевых, в том числе и Георгия Николаевича с потомством, утверждены в потомственном дворянском достоинстве, с внесением в VI часть родословной книги Московской губернии с правом именоваться Князьями, и с пожалованием герба.